# Jean-Michel Guédé
Jean-Michel Guédé est un footballeur ivoirien, né le 31 décembre 1965 à Issia . Il joue au poste d'attaquant du début des années 1980 au milieu des années 1990. Après des débuts au Stella Club d'Adjamé, il rejoint le Montpellier PSC avec lequel il remporte le championnat de France de division 2 en 1987. Il joue ensuite au Stade lavallois, à La Berrichonne de Châteauroux et au Stade brestois.
International ivoirien, il dispute avec sa sélection la Coupe d'Afrique des nations en 1984, 1986 et 1988.

## Biographie
Jean-Michel Guédé rejoint le Stella Club d'Adjamé à Abidjan en 1979, puis rejoint, à dix-sept ans, le centre de formation du Montpellier PSC. Attaquant dribbleur, il dispute treize rencontre et inscrit trois buts en Division 2 pour sa première saison au club. La même année, il fait ses débuts avec la sélection ivoirienne. La saison suivante, son temps de jeu augmente en équipe première et, il inscrit huit buts en vingt-deux matchs. En mars, Il rejoint la sélection ivoirienne et dispute la Coupe d'Afrique des nations 1984. Il joue la première rencontre face au Togo, victoire trois buts à zéro puis, la dernière face au Cameroun, défaite deux buts à zéro. Les Ivoiriens terminent troisième de leur groupe et sont alors éliminés de la compétition. En fin de saison, avec l'équipe junior montpelliéraine, comprenant également Laurent Blanc, Pascal Baills, Kader Ferhaoui et Franck Passi, il dispute la finale de la Coupe Gambardella en 1984. Les Montpelliérains s'inclinent face au Stade lavallois quatre tirs au but à deux après un match sans but. L'année suivante, il atteint de nouveau la finale de cette compétition avec les Montpelliérains. Les Auxerrois l'emportent trois buts à zéro, un triplé inscrit par Éric Cantona. 
Les saisons suivantes en Division 2, il perd du temps de jeu en club. Il ne joue que huit rencontres pour deux buts inscrits en 1985-1986 mais, dispute cependant, avec la sélection, la CAN 1986. La saison d'après, le club montpelliérain remporte le championnat de France de division 2 et remonte alors en Division 1. Peu utilisé également à ce niveau, il dispute sa troisième Coupe d'Afrique lors de cette saison.
Il s'engage en 1988 pour quatre ans avec le Stade lavallois, autre club de Division 1. Malgré la descente du club en Division 2 en fin de saison et son placement sur la liste des transferts en mai 1989, il reste au club et dispute 106 matchs avec les « Tango ». Il dispute son dernier match avec la sélection ivoirienne en 1991 contre le Mali. En 1992 les responsables lavallois décident de s'en séparer afin d'alléger la masse salariale du club.
Il signe, en 1992, à la Berrichonne de Châteauroux mais ne reste qu'une saison au club, puis s'engage avec le Stade brestois, en National 1, où il n'évolue également qu'un an. Après une saison à l'Entente Perrier Vergèze, il tente ensuite sa chance en Angleterre en signant au Dover Athletic FC puis rejoint l'US Stade Tamponnaise sur l'île de La Réunion. Il travaille ensuite à Radio-France et joue également au sein des vétérans de Maisons-Alfort et du Variétés Club de France.
Depuis septembre 2001 il est membre du Variétés Club de France, avec lequel il totalise 219 buts.

## Palmarès
Jean-Michel Guédé compte 28 matchs pour trois buts inscrits en Division 1 et 195 rencontres pour 36 buts marqués en Division 2. Il est champion de France de Division 2 en 1987 avec le Montpellier PSC. Il est également finaliste de la Coupe Gambardella en 1984 et 1985 avec les juniors du club.
International ivoirien, il est sélectionné pour la Coupe d'Afrique des nations en 1984, 1986 et 1988.

## Statistiques
Le tableau ci-dessous résume les statistiques en match officiel de Jean-Michel Guédé durant sa carrière de joueur professionnel,. 
| Saison                | Club                  | Championnat           | Championnat | Championnat | Coupe(s) nationale(s) | Coupe(s) nationale(s) | Barrages d'accession | Barrages d'accession | Total | Total |
| Saison                | Club                  | Division              | M.          | B.          | M.                    | B.                    | M.                   | B.                   | M.    | B.    |
| 1982-1983             | Montpellier PSC       | Division 2            | 13          | 3           | -                     | -                     | -                    | -                    | 13    | 3     |
| 1983-1984             | Montpellier PSC       | Division 2            | 22          | 8           | -                     | -                     | -                    | -                    | 22    | 8     |
| 1984-1985             | Montpellier PSC       | Division 2            | 32          | 6           | 1                     | 0                     | -                    | -                    | 33    | 6     |
| 1985-1986             | Montpellier PSC       | Division 2            | 8           | 2           | 1                     | 0                     | -                    | -                    | 9     | 2     |
| 1986-1987             | Montpellier PSC       | Division 2            | 14          | 1           | 1                     | 0                     | -                    | -                    | 15    | 1     |
| 1987-1988             | Montpellier PSC       | Division 1            | 9           | 1           | 5                     | 2                     | -                    | -                    | 14    | 3     |
| 1988-1989             | Stade lavallois       | Division 1            | 19          | 2           | 1                     | 1                     | -                    | -                    | 20    | 3     |
| 1989-1990             | Stade lavallois       | Division 2            | 23          | 3           | -                     | -                     | -                    | -                    | 23    | 3     |
| 1990-1991             | Stade lavallois       | Division 2            | 30          | 4           | 3                     | 1                     | 1                    | 0                    | 34    | 5     |
| 1991-1992             | Stade lavallois       | Division 2            | 28          | 7           | 1                     | 0                     | -                    | -                    | 29    | 7     |
| 1992-1993             | LB Châteauroux        | Division 2            | 25          | 2           | -                     | -                     | -                    | -                    | 25    | 2     |
| 1993-1994             | Stade brestois        | National              | 31          | 7           | -                     | -                     | -                    | -                    | 31    | 7     |
| Total sur la carrière | Total sur la carrière | Total sur la carrière | 254         | 46          | 13                    | 4                     | 1                    | 0                    | 268   | 50    |